# Мессианский комплекс

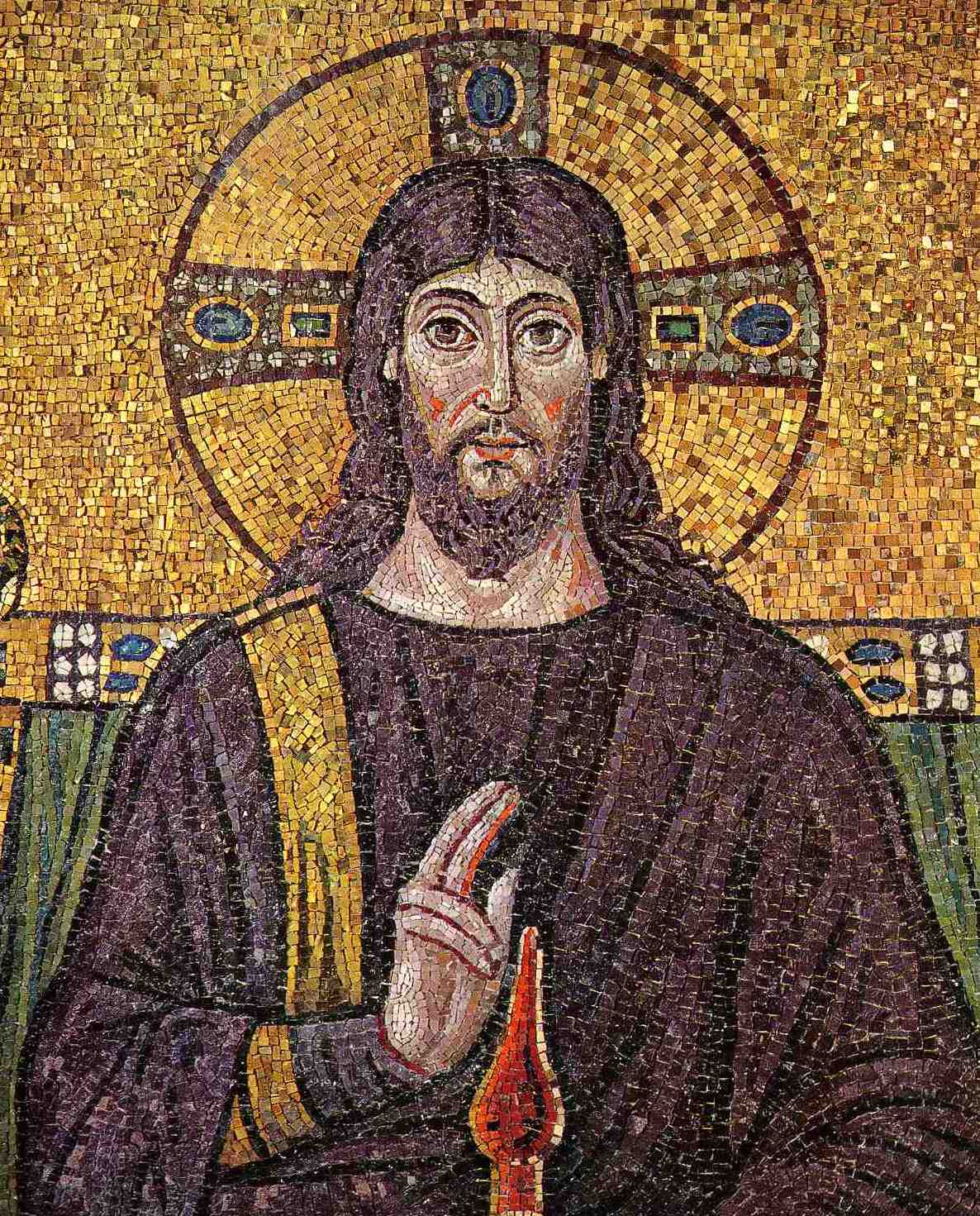
Традиционное изображение Иисуса из Назарета, наиболее узнаваемой фигуры, считающейся мессией.

Комплекс мессии (мессианский комплекс, комплекс Христа или комплекс спасителя) — состояние сознания, при котором человек верит, что он спаситель или станет им в будущем. Термин может также относиться к состоянию сознания, при котором человек считает себя ответственным за помощь, спасение или защиту других людей. Другими словами, подобный вид деформации сознания можно описать как патологический альтруизм.

## Религиозное заблуждение
Термин «мессианский комплекс» не рассматривается в «Диагностическом и статистическом руководстве по психическим расстройствам» (DSM), поскольку не является клиническим термином или диагностируемым расстройством. Однако симптомы предполагаемого расстройства очень похожи на те, которые встречаются у людей с манией величия или с грандиозным представлением о самом себе, переходящими в бредовые состояния. В исследовании Изабел Кларк расстройство было отнесено к категории религиозного бреда с сильными фиксированными убеждениями, которые вызывают дистресс или даже ментальную инвалидность. Наряду с ним в одной и той же  категории находятся  мания преследования и синдром принижения личности. Мессианский комплекс характеризуется как самое сильное расстройство среди перечисленных. По словам  философа Энтони Флю, примером такого рода состояния сознания может служить случай с Апостолом Павлом, который  заявлял, что с ним говорит Бог, увещивая Апостола в том, что именно он теперь служит средством спасения для тех, кто желает исправиться. В диссертации Кента и Флю утверждалось, что переживание Апостола Павла сопровождалось слуховыми и зрительными галлюцинациями.

## Примеры
Для «спасителя» мессианский комплекс способствует обострению чувства собственной важности. При этом он обесценивает навыки и способности людей улучшать собственную жизнь.
Наиболее часто комплекс мессии отмечается у пациентов с биполярным расстройством и шизофренией. Если комплекс мессии проявляется у религиозного человека после посещения Иерусалима, он может быть идентифицирован как психоз, известный как иерусалимский синдром.